# Vladimir Karpets
Vladimir Aleksandrovitj Karpets (russisk: Владимир Александрович Карпец), født 20. september 1980 i St. Petersborg) er en russisk tidligere cykelrytter.
Han debuterede som professionel cykelrytter i 2001 for holdet Itera, og gik i 2003 til Banesto, som siden ændrede navn til Caisse d'Epargne.

## Sejre
- 2004 : 13. plads i Tour de France 2004[2]
- 2004 : Vinder af ungdomstrøjen i Tour de France[3]
- 2004 : Vinder af Vuelta a La Rioja (i Spanien)[4]
- 2005 : 7. plads i Giro d'Italia 2005[5]
- 2007 : Vinder af Katalonien Rundt[6]
- 2007 : Vinder af Tour de Suisse[7]
- 2009 : 11. plads i Tour de France 2009[8]